# Robert d'Ufford
Robert d'Ufford, 1er comte de Suffolk, est un baron anglais né le 9 août 1298 et mort le 4 novembre 1369.

## Biographie
Robert d'Ufford est le fils d'un autre Robert d'Ufford (1279-1316), seigneur d'Ufford, dans le Suffolk. Il est titré comte de Suffolk en 1337 par le roi Édouard III. Il participe aux campagnes de la première phase de la guerre de Cent Ans et s'illustre lors de la chevauchée d'Édouard III en 1346 à Crécy et à Calais puis lors de celles du Prince noir vers le Languedoc en 1355 et vers Poitiers en 1356. Il est fait chevalier de l'ordre de la Jarretière en 1349.
De son mariage avec Margaret, fille du Lord Trésorier Walter Norwich, Robert d'Ufford a au moins huit enfants. Il est inhumé au prieuré augustinien de Campsea Ashe, dans le Suffolk. Son fils William hérite de ses biens et de ses titres.